# Aconitum napellus subsp. lusitanicum
Aconitum napellus subsp. lusitanicum é uma subespécie de planta com flor pertencente à família Ranunculaceae. 
A autoridade científica da subespécie é Rouy, tendo sido publicada em Le Naturaliste. Journal des échanges et des nouvelles 6: 405. 1884.
Os seus nomes comuns são acónito ou capuz.

## Portugal
Trata-se de uma subespécie presente no território português, nomeadamente em Portugal Continental.
Em termos de naturalidade é nativa da região atrás indicada.

## Protecção
Não se encontra protegida por legislação portuguesa ou da Comunidade Europeia.